# Färöischer Fußballpokal
Der färöische Fußballpokal (färöisch Steypakappingin) ist der Pokalwettbewerb für färöische Fußballvereinsmannschaften der Männer und wird seit 1955 ausgespielt. Seit 1999 trägt er die Bezeichnung Løgmanssteypið („Pokal des Løgmaður“). Demnach ist er vom Ministerpräsidenten des Landes ausgelobt. Der Sieger ist für die Teilnahme an der Qualifikation zur UEFA Europa League berechtigt.
Neben dem Landespokal gibt es noch gesonderte Pokalwettbewerbe der Jugendlichen (Th. Dam & Co. Steypið), Jungen (Blaðberasteypið), kleinen Jungen (Cadbury steypið), Frauen aus der 1. und 2. Liga (Steypakappingin kvinnur), Mädchen 14–17 (Mótasteypið) sowie kleinen Mädchen 12–14 (Niels L. Arge steypið).

## Entwicklung
Bei der Einführung des Pokals wurde die Teilnahme zunächst ausschließlich Erstligisten ermöglicht. Im ersten Jahr wurde mit Halbfinalspielen und anschließendem Finale gespielt, in den folgenden Jahren wurden anstatt des Halbfinales teilweise diverse Ausscheidungsspiele ausgetragen, um die beiden Finalteilnehmer zu ermitteln. Von 1958 bis 1964 verzichtete KÍ Klaksvík jeweils auf die Teilnahme. Zwischen 1974 und 1978 wurden jeweils zwei Finalspiele ausgetragen. Ab 1976 gab es wieder ein festes Halbfinale mit vier Mannschaften, seit 1978 werden diese Begegnungen mit Hin- und Rückspiel ausgetragen. 1979 nahmen erstmals auch alle Zweit- und Drittligisten an den Pokalspielen teil, seit 1980 zusätzlich die Viertligisten. Dies beinhaltete bis 1982 neben den A- auch die B-, C- und D-Mannschaften der in der jeweiligen Liga vertretenen Vereine, welche zunächst unter sich die Teilnehmer für die nächste Runde ausspielten, wobei die höherklassigen Mannschaften erst später in den Wettbewerb einstiegen. Seit 1983 sind nur noch A-Mannschaften für den Pokal zugelassen.
Ab 1995 wurde nach der Vorrunde noch eine Gruppenphase ausgetragen. Hierbei qualifizierten sich aus vier Gruppen à vier Mannschaften in Hin- und Rückspielen gegen jede andere Mannschaft die Erst- und Zweitplatzierten jeder Gruppe für die nächste Runde. 1998 wurde die Gruppenzahl auf drei verringert, wobei sich neben den Erst- und Zweitplatzierten zusätzlich die beiden besten Drittplatzierten für die nächste Runde qualifizierten. 2005 wurde die Gruppenphase aufgrund der Ausweitung auf 27 Spieltage in der ersten Liga wieder abgeschafft.
Die Finalspiele wurden von 1979 bis 2009 im Gundadalur-Stadion in Tórshavn auf Kunstrasen ausgetragen. Ausnahme war hierbei der Zeitraum von 2000 bis 2005, in welchem die Finalspiele im Tórsvøllur-Stadion in Tórshavn auf Naturrasen ausgetragen wurden. 2010 und 2011 fanden die Endspiele in der Injektor Arena in Klaksvík statt, 2012 wird wieder im Tórsvøllur-Stadion gespielt. Im Finale wurde bis 1996 ein Wiederholungsspiel angesetzt, sofern es nach 90 Minuten (bis 1989) beziehungsweise nach einer 30-minütigen Verlängerung unentschieden stand. Von 2001 bis 2005 fand das Finale jeweils am Ólavsøka, dem Nationalfeiertag der Färöer, statt, danach nur noch einmal im Jahre 2009.

## Aktueller Modus
Der Pokal wird im reinen K.-o.-System ausgetragen. Bei derzeit 18 teilnehmenden A-Mannschaften der vier färöischen Ligen sind 14 direkt für das Achtelfinale qualifiziert, darunter sämtliche Erst- und Zweitligisten der jeweiligen Saison. Die verbliebenen Dritt- und Viertligisten spielen untereinander die restlichen beiden Teilnehmer für das Achtelfinale aus. Hierbei und in allen folgenden Runden wird wild gelost, das heißt ohne jegliche Setzliste. Unterklassige Mannschaften genießen kein automatisches Heimrecht in den Begegnungen. Bis auf das Halbfinale, welches mit Hin- und Rückspiel ausgetragen und in welchem die Auswärtstorregel angewendet wird, werden alle Partien in einem einzigen Spiel entschieden. Steht es nach 90 Minuten unentschieden, folgt eine 30-minütige Verlängerung. Sofern danach immer noch keine Entscheidung herbeigeführt sein sollte, folgt ein Elfmeterschießen.
Der Sieger ist für die Teilnahme an der 2. Qualifikationsrunde zur UEFA Europa League berechtigt. Sollte dieser im selben Jahr färöischer Meister werden, nimmt stattdessen der Pokalfinalist an der 1. Qualifikationsrunde teil.

## Die Endspiele im Überblick
| Jahr | Sieger        | Ergebnis                   | Finalist        |
| ---- | ------------- | -------------------------- | --------------- |
| 1955 | HB Tórshavn   | 5:2                        | KÍ Klaksvík     |
| 1956 | TB Tvøroyri   | 5:2                        | VB Vágur        |
| 1957 | HB Tórshavn   | 1:0                        | KÍ Klaksvík     |
| 1958 | TB Tvøroyri   | 5:3                        | HB Tórshavn     |
| 1959 | HB Tórshavn   | 1:0                        | B36 Tórshavn    |
| 1960 | TB Tvøroyri   | 3:0                        | HB Tórshavn     |
| 1961 | TB Tvøroyri   | 2:0                        | B36 Tórshavn    |
| 1962 | HB Tórshavn   | 2:1                        | TB Tvøroyri     |
| 1963 | HB Tórshavn   | 7:1                        | B36 Tórshavn    |
| 1964 | HB Tórshavn   | 3:3 / 4:3 (ES)             | B36 Tórshavn    |
| 1965 | B36 Tórshavn  | 3:2                        | HB Tórshavn     |
| 1966 | KÍ Klaksvík   | 4:2                        | HB Tórshavn     |
| 1967 | KÍ Klaksvík   | 6:2                        | B36 Tórshavn    |
| 1968 | HB Tórshavn   | 2:1                        | B36 Tórshavn    |
| 1969 | HB Tórshavn   | 2:0                        | B36 Tórshavn    |
| 1970 | Endspiel      | nicht                      | ausgetragen 1   |
| 1971 | HB Tórshavn   | 9:0                        | TB Tvøroyri     |
| 1972 | HB Tórshavn   | 6:1                        | B36 Tórshavn    |
| 1973 | HB Tórshavn   | 3:1                        | KÍ Klaksvík     |
| 1974 | VB Vágur      | 4:0 / 3:5                  | HB Tórshavn     |
| 1975 | HB Tórshavn   | 5:2 / 2:2                  | ÍF Fuglafjørður |
| 1976 | HB Tórshavn   | 1:0 / 3:0                  | KÍ Klaksvík     |
| 1977 | TB Tvøroyri   | 1:3 / 3:0                  | VB Vágur        |
| 1978 | HB Tórshavn   | 1:2 / 2:1 / 3:1 (ES)       | TB Tvøroyri     |
| 1979 | HB Tórshavn   | 5:0                        | KÍ Klaksvík     |
| 1980 | HB Tórshavn   | 2:0                        | NSÍ Runavík     |
| 1981 | HB Tórshavn   | 5:1                        | TB Tvøroyri     |
| 1982 | HB Tórshavn   | 2:1                        | ÍF Fuglafjørður |
| 1983 | GÍ Gøta       | 5:1                        | Royn Hvalba     |
| 1984 | HB Tórshavn   | 2:0                        | GÍ Gøta         |
| 1985 | GÍ Gøta       | 4:2                        | NSÍ Runavík     |
| 1986 | NSÍ Runavík   | 2:1                        | LÍF Leirvík     |
| 1987 | HB Tórshavn   | 2:2 / 3:0 (ES)             | ÍF Fuglafjørður |
| 1988 | HB Tórshavn   | 1:0                        | NSÍ Runavík     |
| 1989 | HB Tórshavn   | 1:1 / 2:0 (ES)             | B71 Sandur      |
| 1990 | KÍ Klaksvík   | 6:1                        | GÍ Gøta         |
| 1991 | B36 Tórshavn  | 1:0                        | HB Tórshavn     |
| 1992 | HB Tórshavn   | 1:0                        | KÍ Klaksvík     |
| 1993 | B71 Sandur    | 1:1 n. V. / 2:1 (ES)       | HB Tórshavn     |
| 1994 | KÍ Klaksvík   | 2:1                        | B71 Sandur      |
| 1995 | HB Tórshavn   | 3:1                        | B68 Toftir      |
| 1996 | GÍ Gøta       | 2:2 n. V. / 5:3 n. V. (ES) | HB Tórshavn     |
| 1997 | GÍ Gøta       | 6:0                        | VB Vágur        |
| 1998 | HB Tórshavn   | 2:0                        | KÍ Klaksvík     |
| 1999 | KÍ Klaksvík   | 3:1                        | B36 Tórshavn    |
| 2000 | GÍ Gøta       | 1:0                        | HB Tórshavn     |
| 2001 | B36 Tórshavn  | 1:0                        | KÍ Klaksvík     |
| 2002 | NSÍ Runavík   | 2:1                        | HB Tórshavn     |
| 2003 | B36 Tórshavn  | 3:1 n. V.                  | GÍ Gøta         |
| 2004 | HB Tórshavn   | 3:1                        | NSÍ Runavík     |
| 2005 | GÍ Gøta       | 4:1                        | ÍF Fuglafjørður |
| 2006 | B36 Tórshavn  | 2:1                        | KÍ Klaksvík     |
| 2007 | EB/Streymur   | 4:3                        | HB Tórshavn     |
| 2008 | EB/Streymur   | 3:2                        | B36 Tórshavn    |
| 2009 | Víkingur Gøta | 3:2                        | EB/Streymur     |
| 2010 | EB/Streymur   | 1:0                        | ÍF Fuglafjørður |
| 2011 | EB/Streymur   | 3:0                        | ÍF Fuglafjørður |
| 2012 | Víkingur Gøta | 3:3 n. V. / 5:4 i. E.      | EB/Streymur     |
| 2013 | Víkingur Gøta | 2:0                        | EB/Streymur     |
| 2014 | Víkingur Gøta | 1:0                        | HB Tórshavn     |
| 2015 | Víkingur Gøta | 3:0                        | NSÍ Runavík     |
| 2016 | KÍ Klaksvík   | 1:1 n. V. / 5:3 i. E.      | Víkingur Gøta   |
| 2017 | NSÍ Runavík   | 1:0                        | B36 Tórshavn    |
| 2018 | B36 Tórshavn  | 2:2 n. V. / 5:4 i. E.      | HB Tórshavn     |
| 2019 | HB Tòrshavn   | 3:1                        | Vikingur Gøta   |
| 2020 | HB Tòrshavn   | 2:0                        | Vikingur Gøta   |
| 2021 | B36 Tórshavn  | 1:1 n. V. / 4:3 i. E.      | NSÍ Runavík     |
| 2022 | Víkingur Gøta | 1:0                        | KÍ Klaksvík     |
| 2023 | HB Tòrshavn   | 0:0 n. V. / 5:3 i. E.      | B68 Toftir      |
| 2024 | HB Tòrshavn   | 2:2 n. V. / 4:3 i. E.      | B36 Tórshavn    |

### Rangliste der Sieger
| Rang | Verein        | Siege | Jahr(e) |
| ---- | ------------- | ----- | --- |
| 1    | HB Tórshavn   | 30    | 1955, 1957, 1959, 1962, 1963, 1964, 1968, 1969, 1971, 1972, 1973, 1975, 1976, 1978, 1979, 1980, 1981, 1982, 1984, 1987, 1988, 1989, 1992, 1995, 1998, 2004, 2019, 2020, 2023, 2024 |
| 2    | B36 Tórshavn  | 7     | 1965, 1991, 2001, 2003, 2006, 2018, 2021 |
| 3    | GÍ Gøta       | 6     | 1983, 1985, 1996, 1997, 2000, 2005 |
|      | KÍ Klaksvík   | 6     | 1966, 1967, 1990, 1994, 1999, 2016 |
|      | Víkingur Gøta | 6     | 2009, 2012, 2013, 2014, 2015, 2022 |
| 6    | TB Tvøroyri   | 5     | 1956, 1958, 1960, 1961, 1977 |
| 7    | EB/Streymur   | 4     | 2007, 2008, 2010, 2011 |
| 8    | NSÍ Runavík   | 3     | 1986, 2002, 2017 |
| 9    | VB Vágur      | 1     | 1974 |
|      | B71 Sandur    | 1     | 1993 |

## Erwähnenswertes
- Von 1984 bis 2004 wurde der Pokal entweder von HB Tórshavn oder von der Mannschaft, die HB im jeweiligen Jahr besiegen konnte, gewonnen. Einzige Ausnahme war hierbei das Jahr 1994, in welchem B71 Sandur HB aus dem Wettbewerb warf, im Finale jedoch KÍ Klaksvík unterlag.
- Von 1968 bis 1973 sowie von 1978 bis 1982 konnte HB Tórshavn den Pokal jeweils fünf Mal in Folge gewinnen.
- Bisher standen mit NSÍ Runavík (1980), Royn Hvalba (1983) und ÍF Fuglafjørður (1987) drei Zweitligisten im Finale, wobei jedoch keiner von ihnen gewinnen konnte, so dass bisher ausschließlich Erstligisten siegreich waren.
- Vier Mannschaften standen mindestens einmal im Pokalfinale, konnten den Pokal jedoch nie gewinnen. ÍF Fuglafjørður ist hierbei die Mannschaft mit den meisten Niederlagen bei keinem einzigen Sieg, sie unterlagen insgesamt fünf Mal im Endspiel.
- Den höchsten Finalsieg erzielte 1971 HB Tórshavn gegen TB Tvøroyri mit einem 9:0. Der höchste Sieg im Pokalwettbewerb überhaupt stammt ebenfalls von HB Tórshavn, die 1995 in den Gruppenspielen den Viertligisten Skansin Tórshavn mit 22:0 besiegten.